# Bayerisches Datenschutzgesetz
Das Bayerische Datenschutzgesetz (BayDSG) wurde im Land Bayern zum Schutz des Individualrechts auf informationelle Selbstbestimmung erlassen. In diesem Sinne regelt es seit 1994 zusammen mit anderen bereichsspezifischeren Vorschriften den behördlichen bzw. öffentlich-rechtlichen Umgang mit personenbezogenen Daten, die in IT-Systemen oder manuell verarbeitet werden.
Das BayDSG nimmt Bezug auf die Datenschutz-Grundverordnung (DSGVO) und die JI-Richtlinie für den Datenschutz in den Bereichen Polizei und Justiz, welche beide 2016 erlassen wurden.

## Inhalt des BayDSG
Das BayDSG besteht aus vier Teilen: 
- Im ersten Teil (Art. 1) werden allgemeine Vorschriften und der Anwendungsbereich des Gesetzes erläutert,
- im zweiten Teil (Art. 2–37) die Verarbeitung von personenbezogenen Daten und
- im dritten Teil (Art. 38–39) Meinungsäußerungs- und Informationsfreiheit geregelt.
- Der vierte Teil (Art. 39a–40) enthält Schlussvorschriften.

Im zweiten Teil werden Verarbeitungsgrundsätze, Betroffenenrechte, Sanktionen sowie Details zu Verantwortlichen, Auftragsverarbeitern und Aufsichtsbehörden erläutert.